# Sollentuna (Gemeinde)
Koordinaten: 59° 26′ N, 17° 57′ O

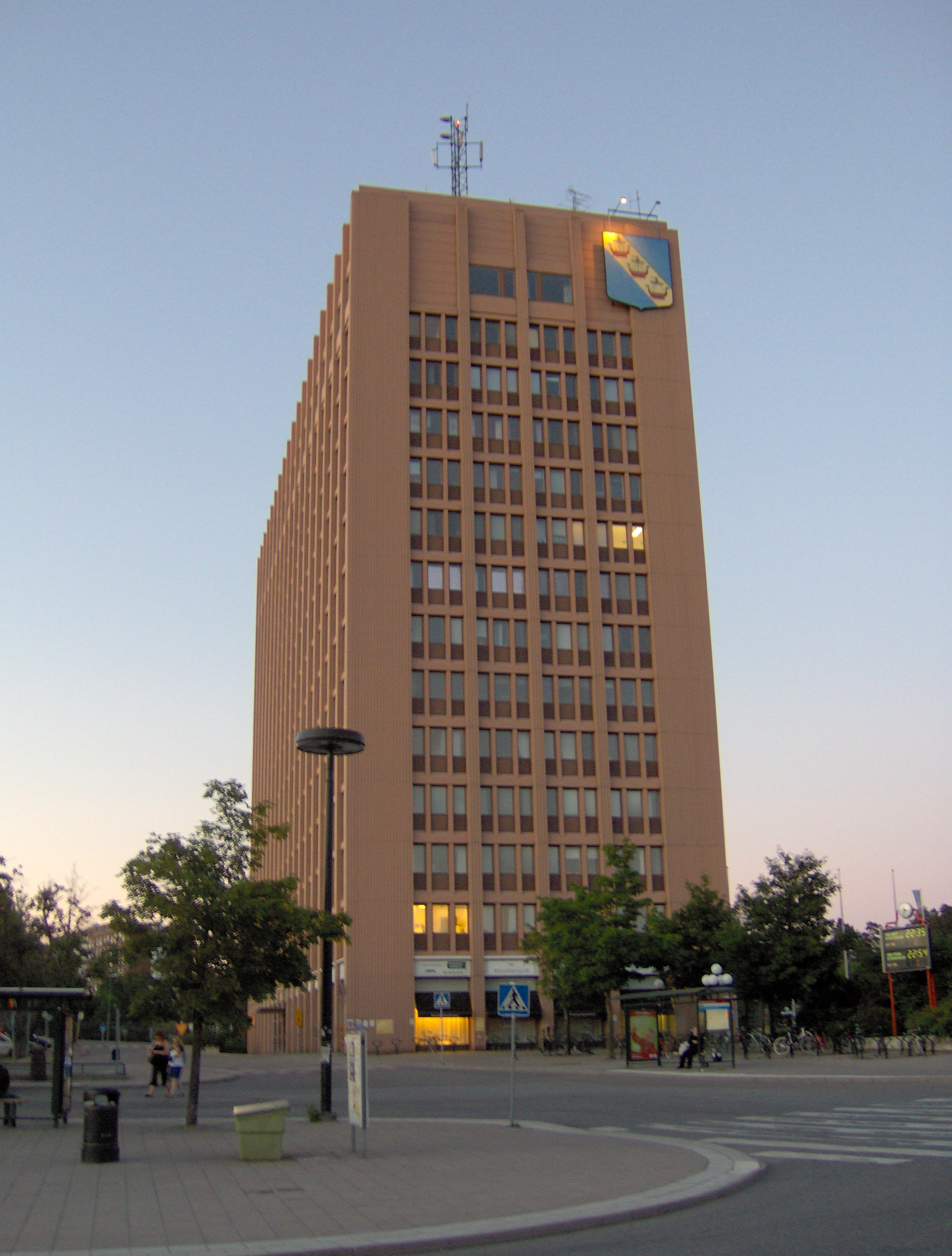
Sollentuna kommunalhus, Sitz der Gemeindeverwaltung

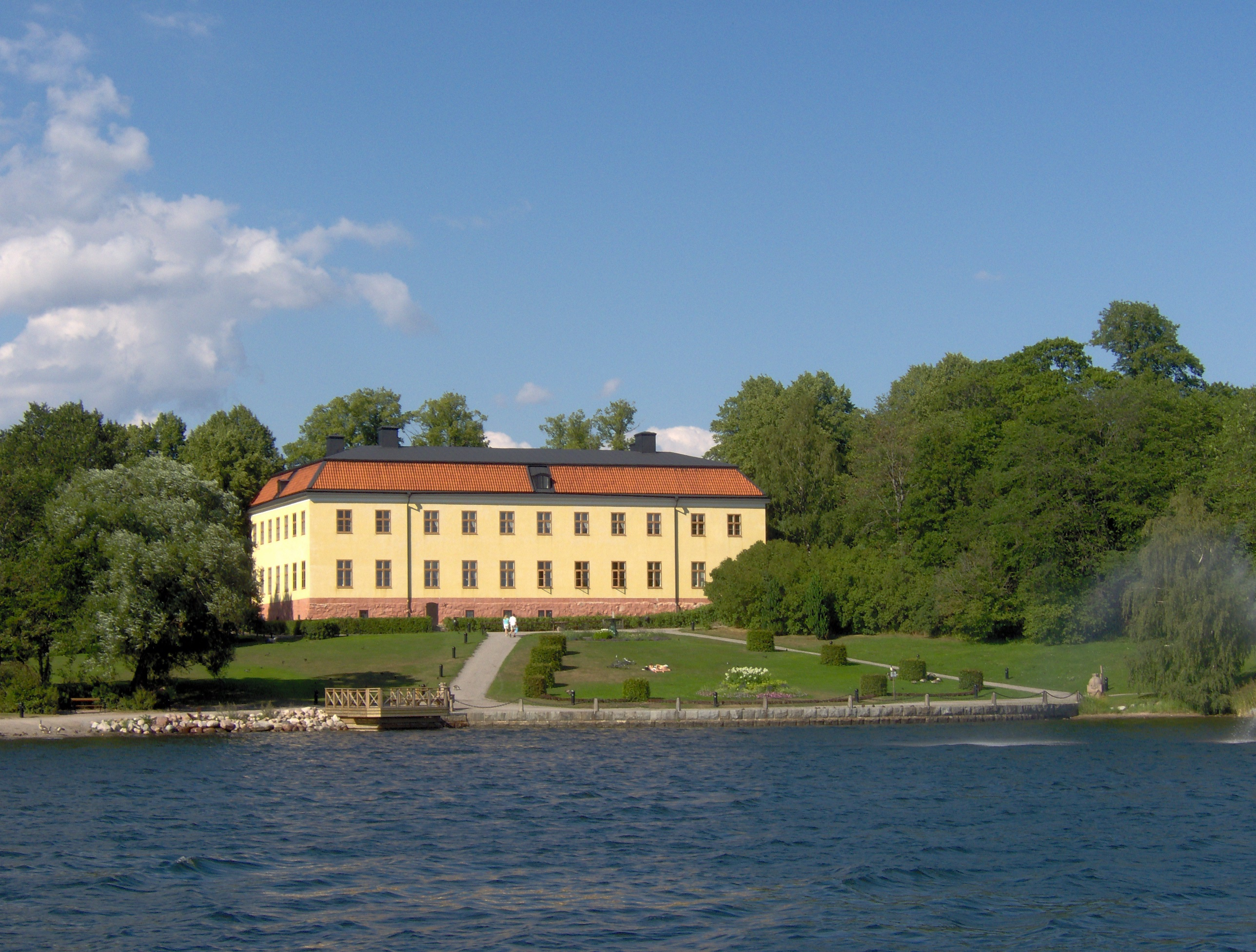
Schloss Edsberg

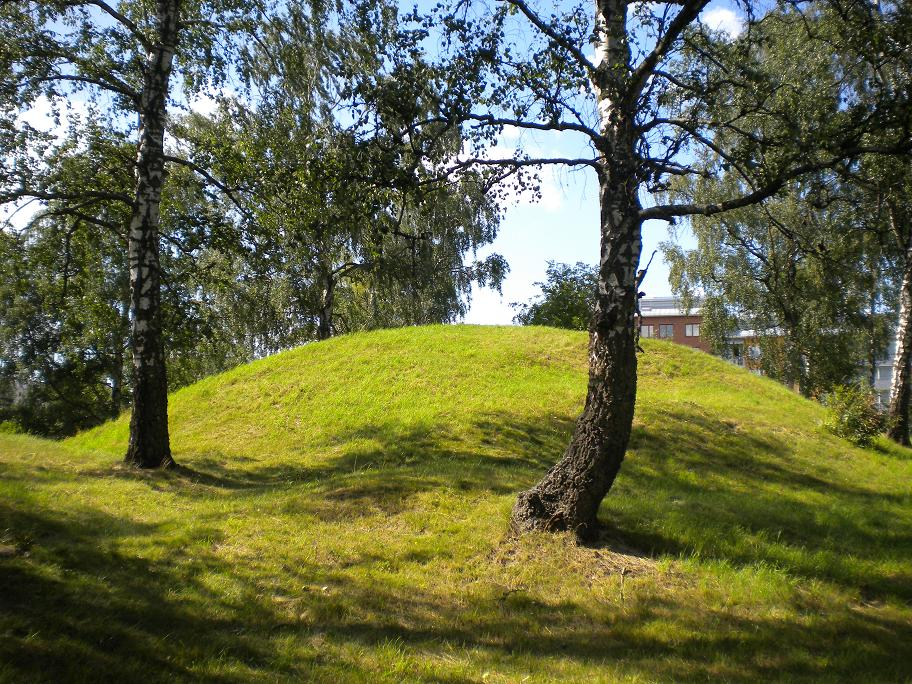
Bodendenkmal Kungshögen bzw. Kung Agnes hög in der Nähe des Bahnhofs von Sollentuna

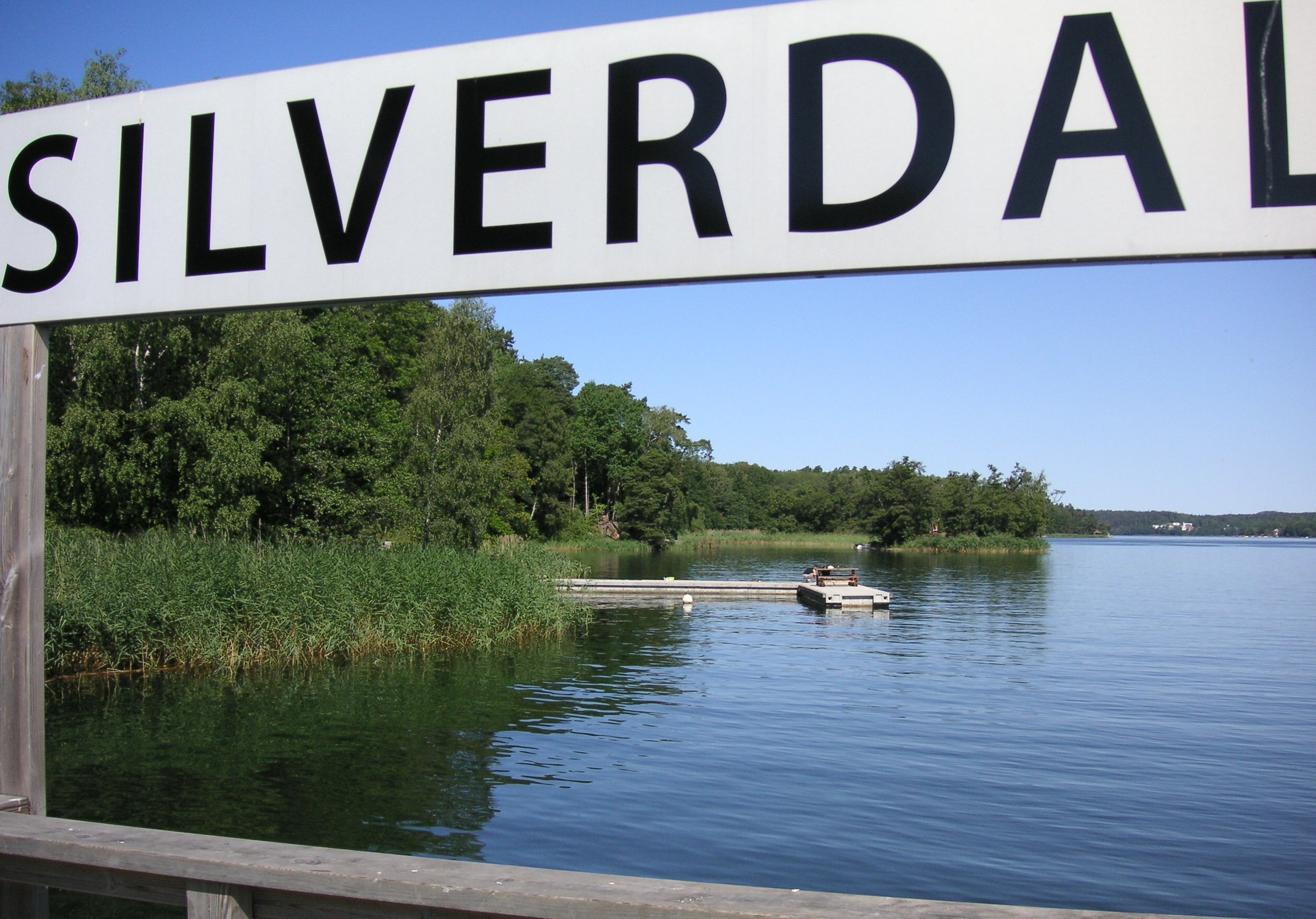
Edsviken

Sollentuna ist eine Gemeinde (schwedisch kommun) in der schwedischen Provinz Stockholms län und der historischen Provinz Uppland.

## Geographie
Die Landschaft von Sollentuna wird durch zwei große Gewässer geprägt: zum einen der See Norrviken und zum anderen die Ostseebucht Edsviken, die hier weit ins Land ragt.
Die Ortschaften der Gemeinde sind heute zu einem einzigen Wohngebiet zusammengewachsen, das städtischen Charakter hat. In dieser Siedlung werden heute Bezirke (oder Stadtteile) unterschieden. Aufgrund dieser geografischen Gegebenheit hat Sollentuna keinen richtigen Hauptort, oder kann insgesamt als Hauptort angesehen werden. Das Gemeindezentrum befindet sich im Bezirk Tureberg, der auch die meisten Einwohner hat.
Im Einzelnen gibt es folgende Bezirke mit Einwohnerzahlen vom 31. Dezember 2023:
| - Tureberg, 19.099 - Rotebro, 8.788 - Helenelund, 12.794 - Edsberg, 13.266 - Viby, 5.660 | - Sjöberg, 4.627 - Häggvik, 6.333 - Norrviken, 3.323 - Vaxmora, 2.607 - Järvafältet, 293 |

Fünf dieser Bezirke liegen an Haltepunkten der Eisenbahn, an denen der Vorortzug hält. Diese sind von Süd nach Nord: Helenelund, Tureberg (die Station heißt Sollentuna), Häggvik, Norrviken und Rotebro. Viby ist eine Erweiterung von Norrviken und die weiteren Bezirke Edsberg und Sjöberg liegen an der Straße nach Danderyd. Eine andere wichtige Straße in der Gemeinde ist die Straße von Kallhäll nach Rotebro und die Autobahn (E4), die parallel zur Eisenbahnstrecke verläuft.

## Geschichte
Die Gemeinde geht auf ein Kirchspiel (Socken) zurück, das urkundlich erstmals 1287 als de Solendatunum erwähnt wurde. Die ältesten Teile der bis heute existierenden Kirche stammen vom Ende des 12. Jahrhunderts. 1863 entstand auf dem Territorium von Sollentuna socken die Landgemeinde Sollentuna landskommun.
Die weitere Entwicklung wurde durch den Bau der Eisenbahnstrecke von Stockholm nach Uppsala (Norra stambanan) durch die Gemeinde in den 1870er-Jahren entscheidend beeinflusst. 1929 erhielt der dichter bebaute Teil den stadtartigen administrativen Status einer municipalsamhälle, und 1944 wurde der Gemeinde der Status einer Minderstadt (köping) verliehen.
Mit der Gemeindereform von 1971 wurde Sollentuna köping in eine der (heute) 290 Gemeinden (kommun) Schwedens umgewandelt. Kleinere Teile der Minderstadtgemeinde wurden 1955 an die westlich benachbarte Landgemeinde, heute Gemeinde Järfälla, während es 1980 zu einem Gebietstausch zwischen Sollentuna kommun und Stockholms kommun kam: Der Ortsteil Hansta (heute Teil von Rinkeby-Kista) ging an Stockholm, Silverdal kam zu Sollentuna.

## Sehenswürdigkeiten
- Die Gräberfelder von Sollentuna und Edsängens liegen in der Nähe.
- Im nahen Södersätra steht der Runenstein U 101, einer der Jarlabankesteine (RAÄ-Nr. Sollentuna 74:1)
- Edsbacka krog war eine Gaststätte, die an der Bucht Edsviken lag und schon 1629 gegründet wurde. Es war lange Zeit das einzige Restaurant in Schweden, das im Guide Michelin mit zwei Sternen verzeichnet war. 2010 eröffnete der Betreiber ein Bistro in unmittelbarer Nähe, woraufhin die Gaststätte geschlossen wurde.
- Schloss Edsberg wurde 1760 im Rokokostil erbaut und wird heute als Festlokal genutzt.
- Vom Wasserturm auf dem Tunberg hat man einen Umblick auf die ganze Gemeinde.
- Das Naturreservat Järvafältet ist ein beliebtes Erholungsgebiet und besitzt auch einen See mit Vogelbeobachtungsturm.

## Partnerstädte
- Hvidovre in Dänemark
- Saue in Estland
- Tuusula in Finnland
- Oppegård in Norwegen

## Persönlichkeiten
- Andreas Almgren (* 1995), Leichtathlet
- Kajsa Bergqvist (* 1976), Hochspringerin
- Olle Boström (* 1990), Orientierungsläufer
- Kenneth Gärdestad (1948–2018), Songwriter und Architekt
- Maia Hirasawa (* 1980), Musikerin
- Patric Hörnqvist (* 1987), Eishockeyspieler
- Daniel Jansson (* 1979), Basketballtrainer
- Jonatan Johansson (1980–2006), Snowboarder
- Ulrika Jonsson (* 1967), Fernsehmoderatorin, lebt seit ihrer Kindheit in England
- Christer Pettersson (1947–2004), Hauptverdächtiger für die Ermordung Olof Palmes
- Clara Petersson Bergsten (* 2002), Handballspielerin
- Emilia Ramboldt (* 1988), Eishockeyspielerin
- Sara Rask (* 2000), Skirennläuferin
- Sean Sabetkar (* 1995), schwedisch-iranischer Fußballspieler
- Sara Sommerfeld (* 1977), Schauspielerin
- Mats Sundin (* 1971), Eishockeyspieler
- Niklas Svedberg (* 1989), Eishockeytorwart
- Sven Thorgren (* 1994), Snowboarder
- Bertil Vallien (* 1938), Künstler und Glasdesigner